# Dendropsophus virolinensis
Dendropsophus virolinensis és una espècie de granota que viu a Colòmbia.